# Lijst van rijksmonumenten in Sint Odiliënberg
De plaats Sint Odiliënberg telt 17 inschrijvingen in het rijksmonumentenregister. Hieronder een overzicht.
| Object                                                                            | Oorspronkelijke functie?  | Bouwjaar         | Architect          | Locatie         | Coördinaten?                 | Nr.?   | Afbeelding        |
| --------------------------------------------------------------------------------- | ------------------------- | ---------------- | ------------------ | --------------- | ---------------------------- | ------ | ----------------- |
| O.L. Vrouwekapel, oorspronkelijk parochiekerk                                     | Kapel                     | 11e/12e/13e eeuw |                    | Kerkplein 12    | 51° 8' 55" NB, 5° 59' 54" OL | 33642  | Meer afbeeldingen |
| H.H. Wiro, Plechelmus en Otgerus                                                  | Kerk en kerkonderdeel     | 11e-12e eeuw     |                    | Kerkplein 15    | 51° 8' 55" NB, 5° 59' 54" OL | 33643  | Meer afbeeldingen |
| Molen van Verbeek                                                                 | Industrie- en poldermolen | 1883             |                    | Molenweg 16     | 51° 8' 37" NB, 6° 0' 10" OL  | 33644  | Meer afbeeldingen |
| Grote boerderij van het hoftype                                                   | Boerderij                 | 1762 (jaartal)   |                    | Leropperweg 19  | 51° 10' 7" NB, 5° 59' 7" OL  | 33645  | Meer afbeeldingen |
| Jongenhof                                                                         | Boerderij                 | 1691             |                    | Leropperweg 32  | 51° 10' 24" NB, 5° 59' 9" OL | 33646  | Meer afbeeldingen |
| Kloosterschool                                                                    | Onderwijs en wetenschap   | 1896-1910        |                    | Aan de Berg 3   | 51° 8' 54" NB, 5° 59' 52" OL | 522669 | Upload foto       |
| Pastorie                                                                          | Kerkelijke dienstwoning   | 1890             |                    | Kerkplein 11    | 51° 8' 54" NB, 5° 59' 57" OL | 522670 | Pastorie          |
| Kloosterslot Priorij Thabor                                                       | Kerkelijke dienstwoning   | 1876             |                    | Aan de Berg 3   | 51° 8' 54" NB, 5° 59' 52" OL | 522671 | Upload foto       |
| Geschakelden woningen                                                             | Kerkelijke dienstwoning   | 1850-1855        | Dr. P.J.H. Cuypers | Kerkplein 1     | 51° 8' 53" NB, 6° 0' 0" OL   | 522673 | Meer afbeeldingen |
| Frymerson                                                                         | Kasteel, buitenplaats     | 1860             |                    | Frymerson 1     | 51° 8' 47" NB, 6° 0' 28" OL  | 526607 | Meer afbeeldingen |
| Frymerson: parkaanleg                                                             | Tuin, park en plantsoen   |                  |                    | Frymerson bij 1 | 51° 8' 46" NB, 6° 0' 20" OL  | 526609 | Upload foto       |
| Frymerson: boerderij bestaande uit vier vleugels rondom een gesloten binnenplaats | Boerderij                 |                  |                    | Frymerson bij 1 | 51° 8' 44" NB, 6° 0' 26" OL  | 526610 | Meer afbeeldingen |
| Frymerson: toren met aanbouw                                                      | Bijgebouwen kastelen enz. |                  |                    | Frymerson bij 1 | 51° 8' 47" NB, 6° 0' 28" OL  | 526611 | Meer afbeeldingen |
| Frymerson: hondenhok                                                              | Bijgebouwen kastelen enz. |                  |                    | Frymerson bij 1 | 51° 8' 47" NB, 6° 0' 28" OL  | 526612 | Upload foto       |
| Frymerson: westelijke toegangshek                                                 | Erfscheiding              |                  |                    | Frymerson bij 1 | 51° 8' 47" NB, 6° 0' 28" OL  | 526613 | Meer afbeeldingen |
| Frymerson: dam met pijlers                                                        | Erfscheiding              |                  |                    | Frymerson bij 1 | 51° 8' 47" NB, 6° 0' 28" OL  | 526614 | Upload foto       |
| Huize Hoosden met landgoed                                                        | Landhuis                  | eind 16e eeuw    |                    | Hoosden 1       | 51° 8' 44" NB, 5° 59' 42" OL | 529828 | Meer afbeeldingen |
| Huize Hoosden, historische tuin- en parkaanleg: landgoed                          | Landhuis                  |                  |                    | Hoosden 1       | 51° 8' 44" NB, 5° 59' 42" OL | 529829 | Meer afbeeldingen |
| Huize Hoosden, hekpijlers en hekvleugels                                          | Landhuis                  |                  |                    | Hoosden 1       | 51° 8' 44" NB, 5° 59' 42" OL | 529830 | Meer afbeeldingen |
| Frymerson: toegangshek aan de Paarloweg                                           | Erfscheiding              |                  |                    | Frymerson bij 1 | 51° 8' 43" NB, 6° 0' 29" OL  | 530103 | Upload foto       |